# Первый траур
«Первый траур» (фр. Premier Deuil) — картина, написанная французским художником Вильямом Бугро в 1888 году. На данный момент находится в собрании Национального музея изящных искусств в Буэнос-Айресе.
На картине изображён момент, когда Адам и Ева обнаружили тело своего сына Авеля, убитого своим старшим братом Каином. Смерть Авеля стала первой в Библии, что объясняет название картины.
На работе используется пирамидальная композиция, характерная для творчества Рафаэля и Микеланджело, самого Бугро часто называли французским Рафаэлем. Внимание зрителя сосредоточено на страдании героев, эмоции Евы отчётливо изображены, даже при том, что её лицо закрыто руками. Работа над телами героев также уходит к традиции классической живописи: мужчина изображён с более темным цветом кожи; кожа женщины светлая, почти что цвета слоновой кости; тело мёртвого юноши изображено с идеализированной красотой, без следов убийства, о котором свидетельствует лишь кровь на земле, один из немногих участков картины в контрастных тонах.
Незадолго до начала работы над картиной Вильям Бугро пережил гибель своего второго сына. Первые эскизы были созданы в 1885 году. Вместе с «Купальщицей» картина была выставлена на Парижском салоне 1888 года.